# Adrian Pasdar
Adrian Kayvan Pasdar (Pittsfield, Massachusetts, 30 d'abril de 1965) és un actor i director de cinema estatunidenc.

## Biografia
El seu pare, Homayoon Pasdar, era un cirurgià cardíac que va nàixer a l'Iran i va emigrar als Estats Units, treballant com a cirurgià a Filadèlfia (Pennsilvània). La seva mare, Rosemari Sbresny va néixer a Königsberg, Rússia, i va treballar com a infermera abans de ser una professora d'anglès a França.
Abans de dedicar-se a l'actuació jugava al futbol americà a la Universitat de Florida, però un accident li va fer acabar la temporada en una cadira de rodes, i d'aquí venen les cicatrius de la seva cara. Va abandonar l'esport i va decidir apuntar-se al Lee Strasberg Theatre Institute.
Va escriure i dirigir un curtmetratge titulat Beyond Belief a més de dirigir la pel·lícula Clement. En la reeixida pel·lícula Top Gun de l'any 1986 va treballar amb Tom Cruise i Val Kilmer.
L'any 1993 va participar en Carlito's Way de Brian De Palma, on va interpretar el paper de Frankie Taglialucci, juntament amb Al Pacino i Sean Penn. Després d'algunes pel·lícules i sèries de televisió, li va tocar un paper a la sèrie Herois, interpretant el personatge de Nathan Petrelli.

## Premis
Guanyador de l'any 2000 de l'Audience Award en l'AngelCiti Film Festival per la pel·lícula Clement (1999) i també en el mateix any en el World Fest Houston per la mateixa pel·lícula.

## Filmografia
Les seves pel·lícules més destacades són:

### Actor

#### Cinema
- 1986 : Top Gun de Tony Scott: Chipper
- 1986 : Streets Of Gold: Timmy Boyle
- 1986 : Solarbabies: Darstar
- 1987 : Made in USA: Dar
- 1987 : Near Dark de Kathryn Bigelow: Caleb Colton
- 1989 : Cookie: Vito
- 1990 : Vital Signs de Kathryn Bigelow: Michael Chatham
- 1990 : Torn Apart: Ben Arnon
- 1991 : Shanghai 1920 de Po-Chih Leong: Dawson Cole
- 1991 : Gran Isle: Robert Lebrun
- 1992 : Just Like ha Woman: Gerald Tilson/Geraldine
- 1993 : Grey Knight: Capt. John Harling
- 1993 : Atrapat pel passat (Carlito's Way) de Brian De Palma: Frankie Taglialucci
- 1994 : The Last Good Time: Eddy
- 1995 : The Pompatus of Love: Josh
- 1997 : Blood Trail: Chase Leonard
- 1997 : Ties to Rachel: Un boxejador
- 1997 : A Brother's Kiss: Dopefiend
- 1997 : Wounded: Hanaghan
- 1999 : Desert So: El xofer
- 2001 : The Big Day: Tim
- 2003 : Secondhand Lions: Skeet Machine Salesman
- 2008 : Home Movie: David Poe

#### Televisió
- 1988 : Reach (telefilm)
- 1989 : Big Time (telefilm): Paul
- 1990 : L'últim dels Capone (telefilm): Richard Hart/Jimmy Capone
- 1994 : Great Performances (sèrie de televisió): George
- 1994 : El llit del Diable (telefilm): Jude Snowç
- 1995 : A Mother's Gift (telefilm): William Deal
- 1995 : Slave of Dreams (telefilm): Joseph
- 1996-1997 : Profit: Jim Profit
- 1997 : Feds (sèrie de televisió): C. Oliver Resor
- 1997 : Sota el vel de la por (telefilm): Jerry Braskin
- 1997 : Love in Another Town) (telefilm): Jake Cantrell
- 1997 : House of Frankenstein (telefilm): Detectiu Vernon Doyle
- 1998 : The Outer Limits (seria televisada): Tanner Brooks
- 1998 : Touched by any Angel) (seria televisada): Edward Tanner
- 1998 : The Perfect Getaway (telefilm): Colt Erikson
- 1999 : Mutiny (telefilm): Tinent Maravich
- 2000-2002 : Mysterious Ways (seria televisada): Declan Dunn
- 2002 : The Twilight Zona (seria televisada): Andrew Lomax
- 2002 : Crossing the Line (telefilm): Eric Harrison
- 2003 : A Screwball Homicide (telefilm): Nick Bennett
- 2003-2005 : Judging Amy (seria televisada): ADA David McClaren
- 2005 : Desperate Housewives (seria televisada): David Bradley
- 2006-2010 : Herois (seria televisada): Nathan Petrelli
- 2009 : The Super Hero Squad Show (seria televisada): Hawkeye (Veu)
- 2010 : Black Panther (seria televisada): Captain America (Veu)
- 2011 : Garden of Evil (telefilm): Jack
- 2011 : Castle (Serie TV): l'agent federal Mark Fallon (temporada 3, episodis 16 i 17)
- 2011 : The Lying Game (seria televisada): Alec Rybak
- 2012 : Iron Man: Armored Adventures (Sèrie Animada): Iron Man/Tony Stark (veu)
- 2012 : Political Animals (seria televisada): Garcetti
- 2012 : Chasing Leprechauns (telefilm): Michael Garrett
- 2013 : Burn Note (seria televisada): Randall Burke
- 2014 : Agents of S.H.I.E.L.D. (seria televisada): Glenn Talbot
- 2016 : Colony (sèrie de televisió): Notan Burgess

### Director
- 1999: Cement

### Productor
- 1999: Cement
- 2007: Atlanta (comèdia musical)